# Passage Duhesme
Le passage Duhesme est une voie du 18e arrondissement de Paris, en France.

## Situation et accès
Le passage Duhesme est situé dans le 18e arrondissement de Paris. Il débute au 112, rue du Mont-Cenis et se termine, après un retour d'équerre, au 44, rue Championnet.
Il est desservi par la ligne 4 à la station Simplon.

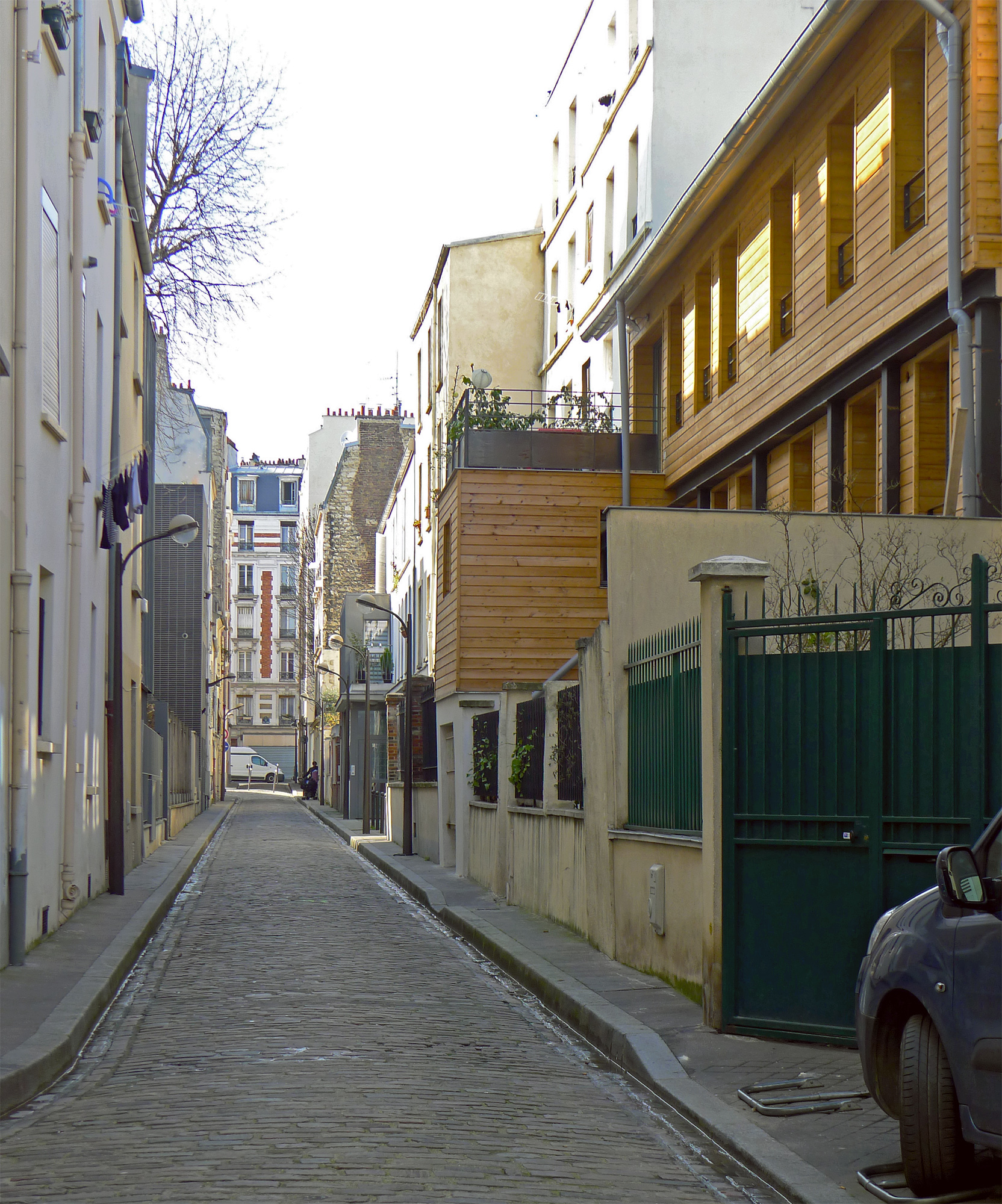
Vers la rue du Mont-Cenis.
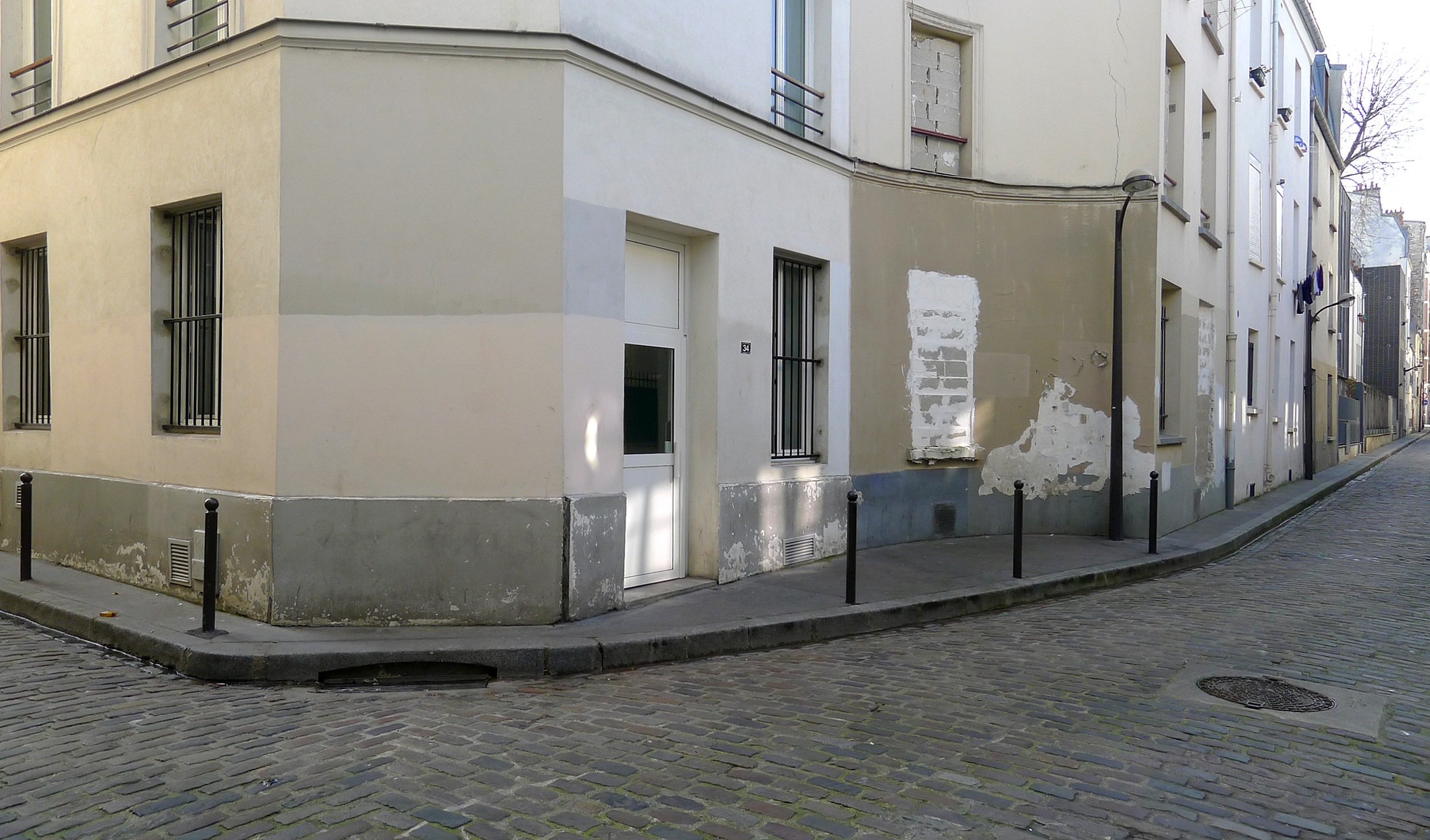
L'angle droit du passage.

## Origine du nom
Il tient son nom de son voisinage avec la rue Duhesme qui honore le général napoléonien, Guillaume Philibert Duhesme (1766-1815).

## Historique
Précédemment « passage Baudelique », cette voie prend son nom actuel en 1877, en raison du voisinage de la rue Duhesme.

## Bâtiments remarquables et lieux de mémoire
- Eugène Dabit (1898-1936), après sa naissance à Mers-les-Bains, y vécut sa première année.